# Araucaria laubenfelsii
Араукария лаубенфельса (лат. Araucaria laubenfelsii) — вид хвойных деревьев семейства араукариевых. Он встречается только на Гранд-Терре, главном острове Новой Каледонии, в основном в южных горах Мон-Моу, Мон-де-Сурс, Мон-Джумак и Мон-Доу, хотя меньшие популяции также существуют на Мон-Каала и Мон-Канала на севере. Это один из самых крупных местных видов араукарий Новой Каледонии, иногда достигающий до 50 метров в высоту в зарождающихся образцах тропических лесов и потенциально живущий до 500 лет и более. Как и другим новокаледонским видам араукарий, Araucaria laubenfelsii находится под угрозой потери среды обитания, хотя южные популяции, по крайней мере, считаются здоровыми, и в настоящее время они не считаются уязвимыми или находящимися под угрозой исчезновения.Популяционно-генетическое исследование  показало, что A. laubenfelsii сомнительно отличается от более распространенного A. montana.